# Шилохвіст кергеленський
Шилохвіст кергеленський (Anas eatoni) — вид водоплавних птахів родини качкових (Anatidae). Поширений в Антарктиці.

## Назва
Вид названо на четь англійського дослідника і натураліста Альфреда Едвіна Ітона (1844—1929).

## Поширення
Вид поширений на субантарктичних островах в південній частині Індійського океану: наомінальний підвид eatoni мешкає на островах Кергелен, а підвид drygalskyi — на островах Крозе. На Кергелені він зустрічається лише навколо узбережжя, що складає менше 20 % від загальної площі. У 1950-х і 1960-х роках підвид eatoni був завезений на острів Амстердам, але його не бачили там з 1970 року і вважається, що він був винищений. У 1980—1982 рр. популяція була оцінена у 600—700 пар на островах Крозе, а в 1982—1985 роках — у 15 000-20 000 пар на Кергелені, але сучасна популяція може бути значно меншою.
Населяє невеликі прісноводні озера, а також басейни, болота, торфовища та струмки, частіше зустрічаючись на узбережжі взимку, де його можна знайти в прибережних лагунах, уздовж морського берега та особливо в захищених бухтах.

## Підвиди
- Anas eatoni eatoni (Sharpe, 1875), Кергелен.
- Anas eatoni drygalskyi Reichenow, 1904, Крозе.

## Опис
Це качка середнього розміру, довжиною близько 40-45 см. Схожа на самицю шилохвоста північного (Anas acuta), але червонувато-буре оперення темніше. У самця довге центральне хвостове пір'я, а дзеркальце махових пір'їн на крилах зелене з білою окантовкою. Самиця має коричневе дзеркало, обрамлене білим.

## Спосіб життя
Харчується рослинністю, комахами та ракоподібними. Поза сезоном розмноження зустрічається невеликими групами, хоча на Кергелені трапляються зграї до 200 птахів. Сезон розмноження триває з листопада до кінця січня або лютого. Розмір кладки включає понад п'ять яєць.